# Luís Ribeiro
Pour les articles homonymes, voir Ribeiro.
Luís Ribeiro, de son nom complet Luís Carlos Gaspar Santos Ribeiro, est un footballeur portugais né le 19 avril 1992 à Lisbonne. Il évolue au poste de gardien de but.

## Biographie
Il est finaliste de la Coupe du monde des moins de 20 ans 2011 avec le Portugal.

## Palmarès

### En sélection
- Finaliste de la Coupe du monde des moins de 20 ans en 2011